# Без бутонки
Без бутонки (пълно изписване „Без бутонки“ – шоуто на Томислав и Ники) е българско уеб спортно предаване. Продуцира се и се разпространява от 7Talents.
В предаването водещите спортни журналисти Томислав Русев и Николай Александров коментират актуалните събития във футбола и спорта. Видео-блогът има по два епизода всяка седмица. В понеделник водещите обсъждат българския шампионат и интересни спортни събития от Англия и Европа, а в сряда или четвъртък – мачовете от Шампионската лига.
Първият епизод е излъчен на 13 май 2016 г.

## Водещите
Томислав Русев е бивш български футболист, популярен български спортен журналист. В Спортно шоу Гонг, а после и в радио „Гонг“, не крие клубните си пристрастия – запален привърженик на ПФК Левски (София).
Николай (Ники) Александров е български спортен журналист, работещ в Дарик Радио от (1997 г.), главен редактор на спортния сайт gong.bg (2007). Периодично е водещ на Спортно шоу „Гонг“. Той е известен привърженик на ЦСКА.